# Бад-Цурцах
Бад-Цурцах (нім. Bad Zurzach) — колишня громада в Швейцарії в кантоні Ааргау, округ Цурцах. 2022 року громади Бад-Цурцах, Бальдінген, Бобікон, Віслікофен, Кайзерштуль, Рекінген, Рітгайм і Рюмікон об'єдналися в громаду Цурцах.

## Географія
Місто розташоване на відстані близько 100 км на північний схід від Берна, 29 км на північний схід від Аарау.
Бад-Цурцах має площу 6,5 км², з яких на 27,8% дозволяється будівництво (житлове та будівництво доріг), 25,3% використовуються в сільськогосподарських цілях, 42,4% зайнято лісами, 4,4% не є продуктивними (річки, льодовики або гори).

## Демографія
2019 року в місті мешкало 4365 осіб (+5,5% порівняно з 2010 роком), іноземців було 38,6%. Густота населення становила 669 осіб/км².
За віковим діапазоном населення розподілялося таким чином: 17% — особи молодші 20 років, 58,8% — особи у віці 20—64 років, 24,2% — особи у віці 65 років та старші. Було 1976 помешкань (у середньому 2,2 особи в помешканні).
Із загальної кількості 3296 працюючих 19 було зайнятих в первинному секторі, 375 — в обробній промисловості, 2902 — в галузі послуг.